# 잭슨 밴디츠
| 잭슨 밴디츠   |                                                                       |
| 콘퍼런스      | 남부 콘퍼런스 (1999년~2003년)                                         |
| 디비전        | 사우스웨스트 디비전 (1999년~2003년)                                   |
| 설립연도      | 1999년                                                                |
| 해체연도      | 2003년                                                                |
| 역사          | 체서피크 아이스브레이커즈 (1997년~1999년) 잭슨 밴디츠 (1999년~2003년) |
| 경기장        | 미시시피 콜리시엄                                                     |
| 연고지        | 미시시피주 잭슨                                                       |
| 상징색        | 회색, 벌리우드, 오렌지, 검정, 하양                                    |
| 구단주        |                                                                       |
| 단장          |                                                                       |
| 감독          |                                                                       |
| NHL 제휴      |                                                                       |
| AHL 제휴      |                                                                       |
| 정규시즌 우승 |                                                                       |
| 콘퍼런스 우승 |                                                                       |
| 디비전 우승   |                                                                       |
| 켈리 컵       |                                                                       |
| 영구 결번     |                                                                       |

잭슨 밴디츠 (Jackson Bandits)는 미국 미시시피주 잭슨을 연고지로 하는 1999년부터 2003년까지 ECHL 소속되었던 아이스 하키팀이다.

## 역대 홈경기장
| 경기장            | 사용기간      | 수용인원 | 장소            | 비고 |
| ----------------- | ------------- | -------- | --------------- | ---- |
| 잭슨 밴디츠       |               |          |                 |      |
| 미시시피 콜리시엄 | 1999년~2003년 | 6,500명  | 미시시피주 잭슨 | 빈칸 |